# Leucocrinum montanum
Leucocrinum es un género  de plantas suculentas perteneciente a la familia Asparagaceae con una única especie: Leucocrinum montanum Nutt. ex A.Gray.

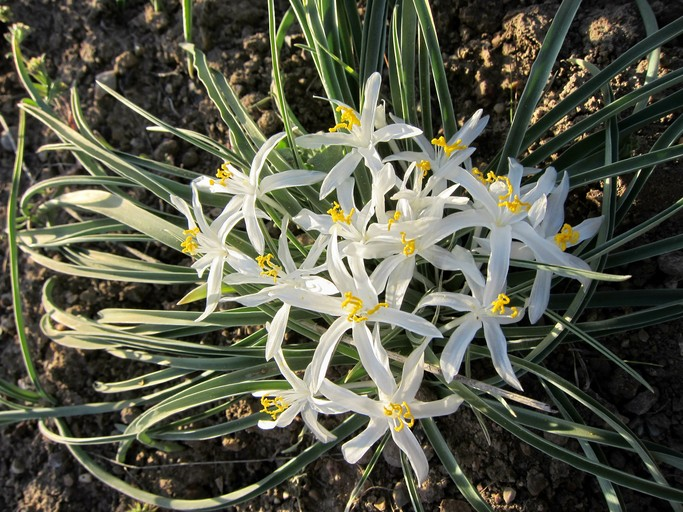
Vista de la planta

## Distribución
Es una planta perenne nativa de América del Norte occidental que alcanza los 20 cm de altura y que florece a finales de primavera y a principios del verano. 

## Descripción
Las flores son monoicas.  A principios de primavera, las flores de color blanco-ceroso surgen de un grupo de hojas. Más tarde, en verano, la planta desaparece completamente de la superficie y se encuentra subterránea en latencia durante la parte más caliente del año.  A diferencia de la mayoría de los lirios, L. montanum tiene raíces como un dedo en lugar de un bulbo.

## Taxonomía
Leucocrinum montanum fue descrita por Nutt. ex A.Gray   y publicado en Ann. Lyceum Nat. Hist. New York 4: 110 (1837).